# Мухаммад Масум
Мухаммад Масум Серхинди (1598—1668) — учёный ханафитского мазхаба, духовный наставник — муршид, является 25-м духовным звеном в золотой цепи преемственности шейхов тариката Накшбандийя. Его настоящим именем было Мухаммад. Ему дали прозвище «Масум» (безгрешный), так как он категорически избегал грехов и сомнительного. Он был третьим из семерых сыновей Имама Раббани. Он стал преемником своего отца, так как был наиболее достойным из них в отношении явных и скрытых знаний и по богобоязненности. А среди своих знакомых и друзей он стал известен как «аль-‘Урватуль-вуска», то есть «надежная вервь».

## Биография
Родился он в 1598 году в Серхинде. Свои первые знания он получает у одного их своих старших братьев, Мухаммада Садыка, затем — у отца, одним из его учителей был Мухаммад Тахир аль-Лахори. Мухаммад Масум выучил запомнил Коран за три месяца. Он никогда не пропускал уроки и сохбеты своего отца и очень скоро превзошёл большинство из его учеников. Его отец, видя способности сына, радовался тому, что он достигнет больших духовных высот. После смерти отца он занял его место. В то время он был молодым человеком, которому исполнилось двадцать семь лет. Несмотря на свою молодость, он своей духовностью покорял всех. Спустя некоторое время он отправляется в Хиджаз, чтобы совершить паломничество. Пожив некоторое время в Медине, он возвращается в родные края, где приступает к преподаванию и духовному наставничеству, чем и продолжает заниматься до конца своей жизни. Основными его источниками знаний становятся такие книги по фикху и хадисам, как Тафсир Бейзави, аль-Мишкат и аль-Хидайа.
Как и его отец, он много усердствует на пути распространения знаний и тариката. Он был ярым противником бидата. Был духовным лидером и наставником сотен тысяч людей. Воспитал тысячи преемников. А его дергах в Дели стал известен во всем мире. Ведь именно здесь были воспитаны очень многие: арабы, турки, таджики. Шейх Сейфуддин, Шейх Мирза и Мазхар Джан Джанан вышли отсюда. Муджаддидийская ветвь тариката Накшибандийя со временем стала самой распространенной и самой действенной в Индостане и Средней Азии.
О нем говорили: «Шейх Мухаммад Ма’сум был маяком для целых стран и континентов. Земля
от Индостана до Анатолии осветилась его совершенством и баракатом»
Ему принадлежит трехтомное произведение Мактубат, рассказывающее о божественных тайнах и тонкостях тасаввуфа, схожее с одноимённым произведением Имама Раббани. Это произведение было переведено на турецкий язык Мустакимзаде Саадеддином Сулейманом и издано в Стамбуле в 1277 году хиджры.
Мухаммад Ма’сум был самым любимым сыном Имама Раббани. Он говорил, что его рождение принесло ему много счастья. Так как его знакомство с шейхом Баки Билляхом произошло сразу же после рождения Мухаммада Масума. Поэтому он уделял Мухаммаду Масуму особое внимание и говорил: "Я вижу в тебе признаки благородства, сынок. В тебе я вижу отблеск света Мухаммада. Незадолго до смерти он сказал ему: «Все, что было во мне, присущее приверженцам тасаввуфа, я передал тебе. И меня с тобой связывает лишь тасаввуф и тарикат. И сейчас я вверяю его тебе», оставив его вместо себя преемником.
Умер Мухаммад Ма’сум в 1079/1668 году в Серхинде, там и был похоронен. Девятьсот тысяч мюридов взяли у него Накшбандийский тарикат, и что число его наследников достигло семи тысяч, и все они были большими авлия.
О нем  писали так: «Мысль бессильна охватить все его совершенство, язык бессилен описать
все его благородные качества» 

## Внешность
Он был высокого роста. Имел чуть округлое лицо и золотистый цвет кожи. Белки его глаз были чуть красноватыми. Он постоянно пребывал в состоянии хузур Хауф и хашийат в нём не проявлялись.

## Таква и очищение
Он говорил, что таква — это очищение. Таква не может быть достигнута без очищения сердца от всего, кроме Всевышнего. В сердце не должно остаться никакого другого смысла кроме тайны аята: «Обратись только к Аллаху, отрешившись от всего другого». Таким образом раб теряет себя и связь с миром созданных и миром повелений. В аяте: «О вы, которые уверовали! Страшитесь Аллаха как должно» Аллах повелевает: "О те, которые являются мусульманами лишь внешне! Оставьте то, что чуждо для Аллаха. Спешите к Аллаху, будучи совершенно чистыми. Сторонитесь всего, что отвлекает и привязывает к себе. Спешите к истинной свободе, избавившись от привязанностей нафса. И пусть это обращение к Господу будет таким, что не останется следа от вашего тела в мире созданных и ваше индивидуальности в мире повелений. В продолжении аята говорится: «…обратитесь в ислам, пока смерть не настигла вас!» Или познать смерть до её прихода, или постараться умереть, будучи мусульманином. Истинный ислам есть полная покорность. Этот аят побуждает освободиться от всех мирских страстей и желаний, то есть умереть духовно в состоянии полной покорности. Это состояние должно быть постоянным. Если осознание тайны смерти до её наступления будет кратким как молния, то это не принесет пользы. А продолжение аята: «Держитесь за вервь Аллаха» повелевает быть привязанным к Корану и воплотившему его Досточтимому Пророку.
В отношении этого Мухаммад Ма’сум говорил следующее: "Великие мутасаввифы, достигнув степени мушахада, снова закрывали глаза. Для них главной целью является постижение Господа, которое для них было ценнее тысячи «мушахада». Своё усердие они направляли на умение стать рабом. Успеть на первый такбир, произносимый имамом перед намазом, для них было прекрасней созерцания тысяч проявлений сыфатов Аллаха, ибо они видели дальше явного. Устремление взгляда на место сажда в состоянии хузур и хушу было для них приятней состояния шухуд и мушахада.

## Любовь в тарикате
Используя в своих Мактубатах изысканную манеру письма, Мухаммад Масум раскрывает много тонких тем, а истинную любовь и взаимоотношения между любящим и любимым объясняет следующим образом: «Не должно быть разницы: одарил ли любящий любимого или оставил ни с чем. Любящий должен наслаждаться и дарами от любимого, и страданиями, которые он приносит. Страдания от любимого должны быть более приятны, чем наслаждение от его даров, так как в дарах присутствует личная выгода для любящего. А в том, что приносит страдания, кроется довольство любимого. Поэтому страдания быстрее приводят раба к Аллаху, чем блага».
О том, что любовь должна присутствовать от начала до конца тариката, он сказал так: "Любовь — это сила, которая пробуждает в сердце верного мюрида тяготение к совершенным качествам его шейха. Благодаря ей, мюрид принимает цвет его нравственности, печется в его печи. Через эту любовь духовный мир мюрида объединяется с духовным миром шейха. Посредством шейха мюрид, подобно ныряльщику, поднимает со дна океана духовности жемчужины любви. Однако и любовь чаще всего проявляется через печаль. Пламя любви, что горит в груди, вырывается наружу лишь в проявлении печали. Посланник, будучи океаном любви, постоянно находился в состоянии печали, его радость выражалась не более чем улыбкой. Путь Накшибандийя — это сохбет.
Мухаммад Масум: «не участвуй на сохбетах с совершающими бидат. Равно как следует быть вдали от бидата. Спасение – лишь в сунне. Необходимо искать сохбеты совершенных людей и избегать сохбетов с порочными. Так как порок не может дать совершенства»